# EMD SD70
 EMD SD70 – najpopularniejsza amerykańska lokomotywa spalinowa z przekładnią elektryczną, przeznaczona głównie do obsługi pociągów towarowych. Produkowana jest w wersjach z silnikami V12 i V16.

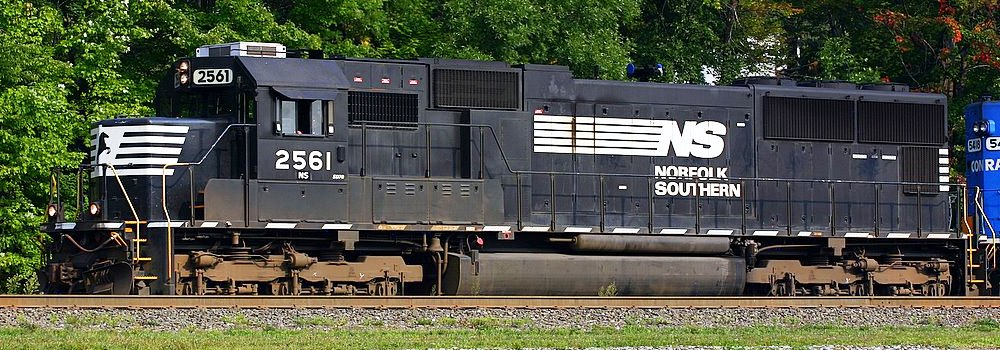
Model SD 70

EMD SD 70M – kolejny model tej lokomotywy. Litera M oznacza bardziej komfortową kabinę maszynisty oraz drobne zmiany w osprzęcie silnika. Wyprodukowano ponad 1600 egzemplarzy.
EMD SD 70I – model z kabiną dźwiękowo izolowaną. Wyprodukowano tylko 26 sztuk.
EMD SD 70MAC – model zawierający zmiany poprzedniczek oraz silnik na prąd przemienny. Wcześniejsze posiadały silnik na prąd stały. Nowe silniki są wydajniejsze, mają mniejszą masę a przede wszystkim, poza regularną wymianą łożysk, odznaczają się niskimi kosztami eksploatacji. Wyprodukowano ponad 1,5 tysiąca egzemplarzy.
EMD SD 70ACe – następca, model produkowany do dzisiaj. Przeszedł gruntowne zmiany polegające na przeprojektowaniu przodu lokomotywy oraz panelu sterującego maszynisty.